# Condado de Westlock
El condado de Westlock es un distrito municipal canadiense situado en la provincia de Alberta.

## Superficie
Westlock tiene una superficie de 3169,66 km².

## Demografía
En 2021, tenía 7186 habitantes, una densidad poblacional de 2,3 hab./km², y 3134 viviendas.